# Trofeo Jaumendreu
Le Trofeo Jaumendreu est une course cycliste qui a été disputée en Espagne de 1945 à 1969. Il a constitué une étape de la Semaine catalane de 1963 à 1969.

## Palmarès
| Année          | Vainqueur               | Deuxième                | Troisième                   |
| -------------- | ----------------------- | ----------------------- | --------------------------- |
| 1945           | Miguel Poblet           | Antonio Martín Eguia    | Francisco Masip             |
| 1946           | Bernardo Ruiz           | Antonio Gelabert        | Miguel Gual                 |
| 1947           | Miguel Poblet           | Bernardo Ruiz           | Bernardo Capó               |
| 1948           | Francisco Masip         | Miguel Poblet           | Vicente Torrellas           |
| 1949           | Antonio Gelabert        | Bernardo Capó           | Arturo Dorse                |
| 1950           | Francisco Masip         | Joaquim Filba           | Sergio Celebrowsky          |
| 1951           | Mariano Corrales        | Juan Crespo Hita        | Miguel Chacón               |
| 1952           | Francisco Tarragona     | Angel Paris             | Santiago Mostajo            |
| 1953           | José Segú               | Federico Bahamontes     | Jaime Calucho Mestres       |
| 1954           | Aniceto Utset           | José Segú               | Santiago Mostajo            |
| 1955           | Salvador Botella        | Santiago Mostajo        | Alfredo Esmatges            |
| 1956           | Miguel Bover            | Salvador Botella        | Gabriel Company             |
| 1957           | Antonio Ferraz          | Miguel Bover            | Jesús Galdeano              |
| 1958 non couru |                         |                         |                             |
| 1959           | Juan Campillo           | Fernando Mitja          | José-Carlos Sanchez         |
| 1960           | Antonio Bertran         | José Pérez Francés      | Juan Escolá                 |
| 1961           | Jose Martin Quesada     | Antonio Gómez del Moral | Juan Antonio Belmonte       |
| 1962           | Salvador Rosa Gómez     | Luis Mayoral            | Angel Ibanez                |
| 1963           | Fernando Manzaneque     | Antonio Suarez          | José Pérez Francés          |
| 1964           | Joseph Novales          | Gabriel Mas             | Manuel-Martin Pinera        |
| 1965           | Gregorio San Miguel     | Luis Otano              | Juan-José Sagarduy          |
| 1966           | Antonio Gómez del Moral | José Antonio Momeñe     | José-Manuel Lopez Rodriguez |
| 1967           | José Pérez Francés      | Domenico Perurena       | Jaime Alomar                |
| 1968           | Paul Lemeteyer          | Serge Bolley            | José-Ramon Goyeneche        |
| 1969           | Dino Zandegù            | Guido Reybrouck         | Georges Vandenberghe        |